# Победа (Плевенська область)
Побе́да (болг. Победа) — село в Плевенській області Болгарії. Входить до складу общини Долішня Митрополія.

## Населення
За даними перепису населення 2011 року у селі проживали 490 осіб.
Національний склад населення села:
| Національність   | Кількість осіб | Відсоток |
| ---------------- | -------------- | -------- |
| болгари          | 340            | 96,9%    |
| турки            | 8              | 2,3%     |
| цигани           | 0              | 0%       |
| інша             | 3              | 0,9%     |
| не визначились   | 0              | 0%       |
| Всього відповіли | 351            |          |

Розподіл населення за віком у 2011 році:
Динаміка населення: